# اوورووه
اوورووه شهری در شهرستان تانسیلا در استان بانوا در بورکینافاسوی غربی است و جمعیت آن  نفر است.